# Тевзана
Тевзана (чечен. Тевзана, Бастӏи) — село в Веденском районе Чеченской Республики. Административный центр Тевзанинского сельского поселения.

## Этимология
Тевзан с чеченского переводится «расположился, обосновался», в литературном чеченском — тевжан. Буквы «з» и «ж», в зависимости от диалекта, в слове могут взаимозаменяться, например, маленький (ая) — жима или и зима.

## География
Село расположено на правом берегу реки Басс, напротив села Махкеты, в 28 км к западу от районного центра Ведено.

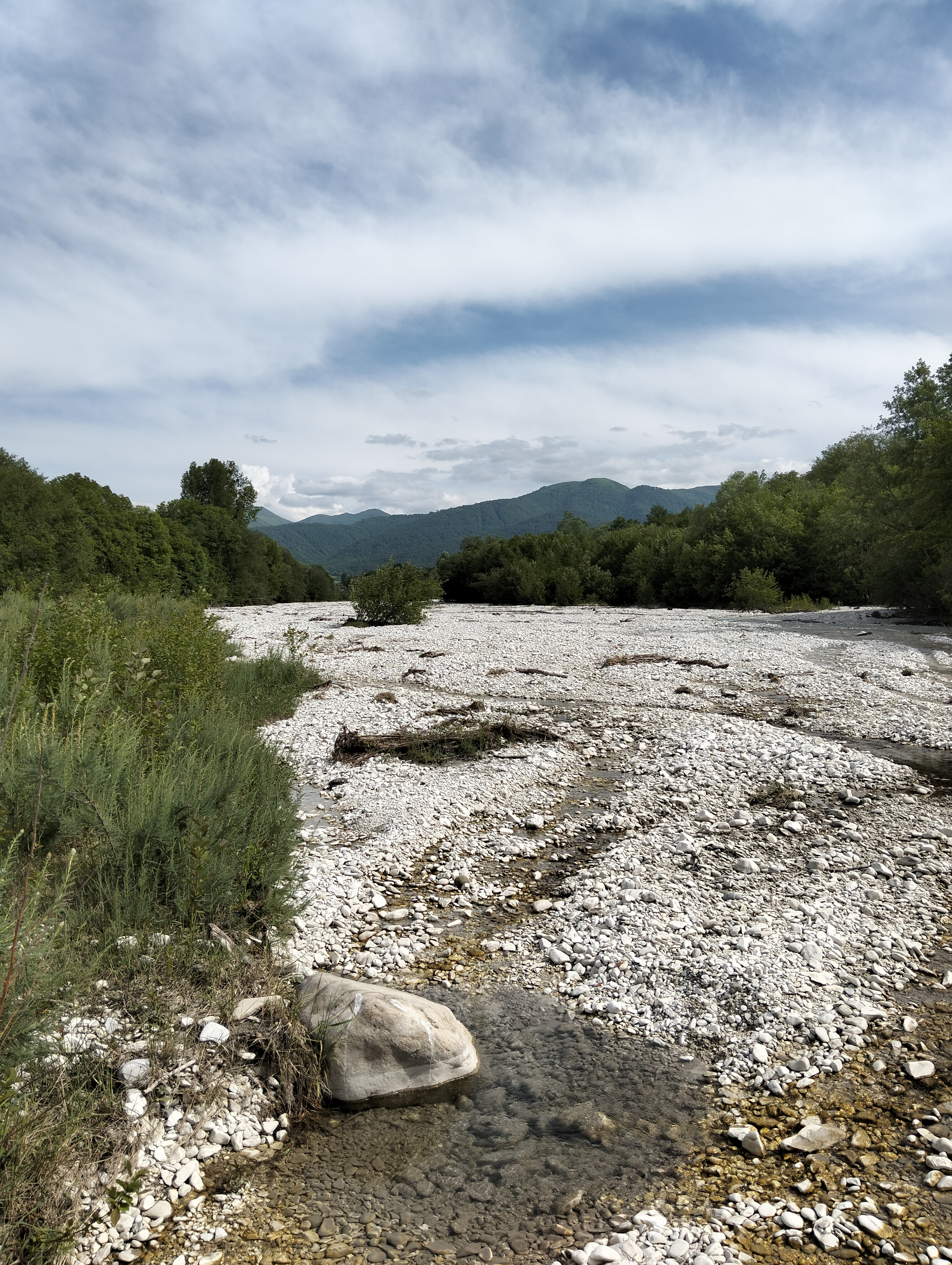
Река Басс окрестности Тевзана

Ближайшие населённые пункты: на севере — село Агишты, на юге — село Махкеты и на востоке — сёла Хаттуни и Элистанжи.

## История

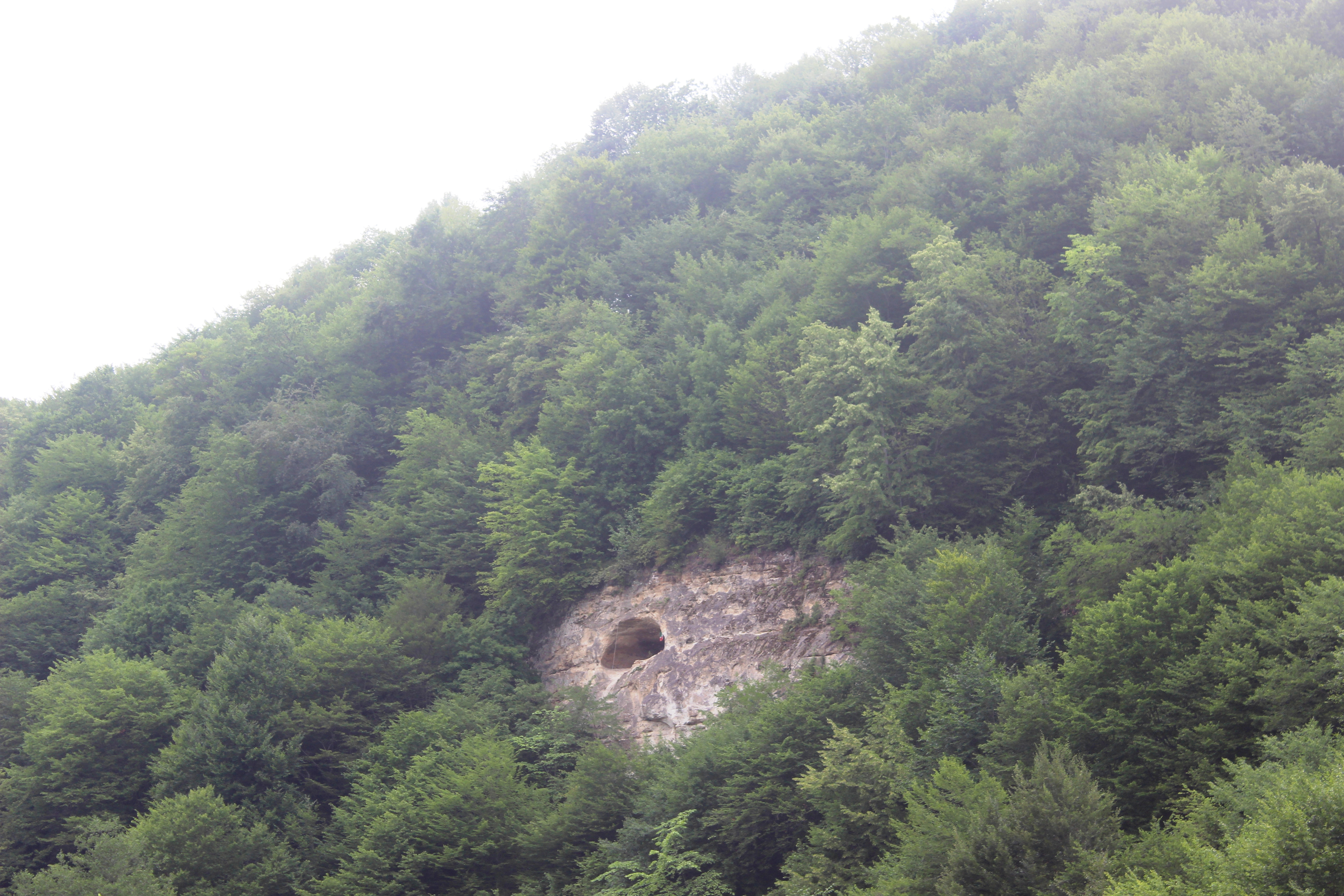
Так называемая пещера Зелимхана Харачоевского в селе Тевзана

Основано село представителями тайпа элистанжхой. По сведениям царской администрации, датированными второй половиной 19-го века, Тевзана является одним из 35-ти старейших сел Чечни .
Отец первого имама Кавказа Шейха Мансура — элистанжинец Шаабаз, вместе с братьями Эламхой и Шахабом, переселились в Алды со своего хутора, располагавшегося недалеко от аула Тевзана, приблизительно в 1740-х годах. Территориально хутор предков Мансура располагался там же, где было основано селение Хаттуни спустя почти сто лет.
Во времена волнений под предводительством Алибека-Хаджи Алдамова у селения произошли бои с царскими войсками. Население Тевзана и близлежащих аулов самоотверженно противостояли прибывшим для подавления восстания войскам. Тевзана, Хаттуни, Махкеты были сожжены. 27 августа были отправлены три сотни дагестанской конной милиции и одна сотня ингушской для уничтожения посевов.
В период с 1944 по 1958 года, после депортации чеченцев и ингушей и упразднения Чечено-Ингушской АССР, село Таузен было переименовано в Киров-Аул и входило в состав Веденского района ДАССР.
В 1958 году после восстановления Чечено-Ингушской АССР, село было переименовано в Киров-Юрт.
Постановлением Президиума Верховного Совета Чечено-Ингушской АССР от 14 августа 1989 года селу было возвращено историческое название.

## Население
| 1990  | 2002  | 2010  | 2012  | 2013  | 2014  | 2015  |
| ----- | ----- | ----- | ----- | ----- | ----- | ----- |
| 2007  | ↘1991 | ↗3378 | ↗3434 | ↗3448 | ↗3469 | ↗3502 |
| 2016  | 2017  | 2018  | 2019  | 2020  | 2021  | 2023  |
| ↗3539 | →3539 | ↗3546 | ↗3577 | ↗3591 | ↘3133 | ↗3146 |
| 2024  |       |       |       |       |       |       |
| ↗3158 |       |       |       |       |       |       |

## Образование
- Тевзанинская муниципальная средняя общеобразовательная школа[25].

## Известные уроженцы
- Лорс-Хаджи Гиреев, один из предводителей восстания 1877—1878 гг. Был предан прапорщиком Муртаз-Али, и пленен генералом А. М. Смекаловым 24 октября 1877 г. вместе с руководителем дагестанского восстания Маадом после битвы в ауле Тилитли. Был повешен 9 марта 1878 г. в 6 часов утра в числе других 11 руководителей восстания на центральной площади Грозного[26].
- Ахмадов Шарпудин Бачуевич (1941—2016) — советский и российский чеченский историк. Доктор исторических наук, профессор, Заслуженный деятель науки Чеченской Республики (2003).
- Сайд-Ахмед Вахидович Исраилов — российский ученый-математик, кандидат физико-математических наук, профессор кафедры математического анализа ЧПГУ (1990—2020).